# Napomyza zimini
Napomyza zimini är en tvåvingeart som beskrevs av Zlobin 1993. Napomyza zimini ingår i släktet Napomyza och familjen minerarflugor. Inga underarter finns listade i Catalogue of Life.